# Un posto dove vivere
Un posto dove vivere (Navigating the Heart) è un film del 2000 diretto da David Burton Morris.

## Trama
Una giornalista di New York, Edith, viene inviata nella Columbia Britannica per compiere un'inchiesta sulla riproduzione dei salmoni, senza conoscere quasi nulla della materia e dell'ambiente. Per effettuarla prende contatto con la comunità locale ed una delle donne più rappresentative le fa conoscere uno scorbutico ma espertissimo pescatore al quale dà l'incarico di introdurre la giornalista alla problematica. Il pescatore dapprima rifiuta trattando Edith in modo tanto scostante da indurla ad andarsene via dalla barca, ma in un secondo tempo viene "convinto" a ripensarci.